# MacOS High Sierra
macOS High Sierra (версия 10.13) — четырнадцатый основной выпуск macOS, настольной операционной системы Apple Inc. для компьютеров Macintosh. macOS High Sierra была анонсирована на WWDC 2017 5 июня 2017 года  и выпущена 25 сентября 2017 года. Название «High Sierra» относится к региону Сиерра-Невада в Калифорнии. Его название означало его цель — усовершенствовать предыдущую версию macOS, macOS Sierra, сосредоточившись на улучшении производительности и технических обновлениях, а не на функциях. Это делает его похожим на предыдущие выпуски macOS Snow Leopard, Mountain Lion и El Capitan. Среди приложений с заметными изменениями — Photos и Safari. 
macOS High Sierra — это финальная версия macOS, поддерживающая цельнометаллический iMac и MacBook из поликарбоната, поскольку ее преемница, macOS Mojave, прекращает поддержку моделей конца 2009 года и последних моделей.

## Описание
Новая версия операционной системы была представлена в июне 2017 года и получила название High Sierra. Полноценный запуск macOS High Sierra состоится осенью в рамках бесплатного обновления через Mac App Store. В новой версии ОС была существенно модернизирована файловая система Apple (APFS); усилена система обеспечения сохранности данных в случае перебоев в электроснабжении или системных сбоев, а также добавлена новая встроенная технология шифрования данных для защиты информации. Также есть встроенная система поддержки видеоформата HEVC (H.265), есть API для Metal 2 — технология, поддерживающая возможности машинного обучения, используемые в распознавании речи, компьютерном зрении и других областях.
Важным новшеством является технология поддержки виртуальной реальности; функция Intelligent Tracking Prevention, работающая на основе искусственного интеллекта, обнаруживает и удаляет данные, по которым рекламодатели отслеживают пользователей в Сети. Голосовой помощник Siri получил более естественный и выразительный голос.
Файловая система Apple (APFS) является файловой системой по умолчанию в macOS High Sierra. Предыдущие версии ОС поставлялись с HFS+.
Представлена Metal 2, графическая библиотека от Apple для Mac и iOS, с функцией виртуальной реальности.
MacOS High Sierra также включает поддержку H.265 как в аппаратной, так и в программной реализации. Аппаратная поддержка доступна только в новейших Macintosh.

## Поддерживаемые компьютеры[6]
- Модели iMac, выпущенные в конце 2009 г. или позже
- Модели MacBook, выпущенные в конце 2009 г. или позже
- Модели MacBook Pro, выпущенные в середине 2010 г. или позже
- Модели MacBook Air, выпущенные в конце 2010 г. или позже
- Модели Mac mini, выпущенные в середине 2010 г. или позже
- Модели Mac Pro, выпущенные в середине 2010 г. или позже
- iMac Pro

Существует обходной путь установки macOS High Sierra на некоторых компьютерах Mac, которые более не поддерживаются.
Аппаратное ускорение HEVC требует компьютеров с шестым поколением процессоров Intel или новее:
- Модели iMac с диагональю 27 дюймов, выпущенные в конце 2015 или позже, а также с диагональю 21,5 дюймов, выпущенные в середине 2017 или позже
- Модели MacBook, выпущенные в начале 2016 г. или позже
- Модели MacBook Pro, выпущенные в середине 2016 г. или позже
- iMac Pro

Поддержка внешнего графического процессора требует интерфейса Thunderbolt 3 в компьютере Mac:
- Модели MacBook Pro, выпущенные в конце 2016 г. или позже
- Модели iMac, выпущенные в середине 2017 г. или позже
- iMac Pro

## Восприятие
Роман Лойола, старший редактор Macworld, дал High Sierra предварительно положительный отзыв в сентябре 2017 года, назвав его «постепенным обновлением, достойным вашего времени, в конечном итоге». Лойола выразил мнение, что самым значительным преимуществом продукта являются его функции безопасности, и что помимо этого самые полезные изменения кроются в его будущем потенциале, сказав, что в нем «не так много новых функций, которые заставят вас широко раскрыть глаза от волнения. Но многие изменения находятся на заднем плане и под капотом, и они закладывают основу для лучших вещей в будущем».

### Проблемы
В macOS High Sierra 10.13.0 и 10.13.1 была обнаружена критическая уязвимость, которая позволяет злоумышленнику стать пользователем root, введя «root» в качестве имени пользователя и не вводя пароль при входе в систему. Это было исправлено в обновлении безопасности 2017-001 для macOS High Sierra v10.13.1.
Когда операционная система была впервые запущена, было обнаружено, что процесс WindowServer имел утечку памяти, что приводило к значительному снижению производительности графики и задержке анимации, вероятно, из-за некоторых последних изменений в Metal 2. Эта проблема была исправлена в macOS 10.13.1.
В macOS High Sierra 10.13.4 была ошибка, из-за которой DisplayLink перестал работать для внешних мониторов, позволяя расширить только один монитор. При использовании двух внешних мониторов они могли быть только зеркальными. Албан Рампон, старший менеджер по продуктам DisplayLink, заявил 24 декабря 2018 года, что компания работает с Apple над решением этой проблемы.

## История релизов
| Версия  | Сборка   | Дата выхода      | Версия Darwin             | Примечания                                                                                         | Скачивание                                                              |
| ------- | -------- | ---------------- | ------------------------- | -------------------------------------------------------------------------------------------------- | ----------------------------------------------------------------------- |
| 10.13   | 17A365   | 25 сентября 2017 | 17.0.0                    | Оригинальный релиз Mac App Store About the security content of macOS High Sierra 10.13             | н/д                                                                     |
| 10.13   | 17A405   | 5 октября 2017   | 17.0.0                    | About the security content of macOS High Sierra 10.13 Supplemental Update                          | macOS 10.13 Supplemental                                                |
| 10.13.1 | 17B48    | 31 октября 2017  | 17.2.0                    | About the macOS High Sierra 10.13.1 Update About the security content of macOS High Sierra 10.13.1 | macOS High Sierra 10.13.1 update                                        |
| 10.13.1 | 17B1002  | 29 ноября 2017   | 17.2.0                    | About the security content of Security Update 2017-001                                             | Security Update 2017-001 macOS High Sierra v10.13.1                     |
| 10.13.1 | 17B1003  | 29 ноября 2017   | 17.2.0                    | About the security content of Security Update 2017-001                                             | Security Update 2017-001 macOS High Sierra v10.13.1                     |
| 10.13.2 | 17C88    | 6 декабря 2017   | 17.3.0                    | About the macOS High Sierra 10.13.2 Update About the security content of macOS High Sierra 10.13.2 | macOS High Sierra 10.13.2 Update macOS High Sierra 10.13.2 Combo Update |
| 10.13.2 | 17C89    | 6 декабря 2017   | 17.3.0                    | About the macOS High Sierra 10.13.2 Update About the security content of macOS High Sierra 10.13.2 | macOS High Sierra 10.13.2 Update macOS High Sierra 10.13.2 Combo Update |
| 10.13.2 | 17C205   | 8 января 2018    | 17.3.0                    | About the security content of macOS High Sierra 10.13.2 Supplemental Update                        | macOS High Sierra 10.13.2 Supplemental                                  |
| 10.13.2 | 17C2205  | 8 января 2018    | 17.3.0                    | About the security content of macOS High Sierra 10.13.2 Supplemental Update                        | macOS High Sierra 10.13.2 Supplemental                                  |
| 10.13.3 | 17D47    | 23 января 2018   | 17.4.0                    | About the macOS High Sierra 10.13.3 Update About the security content of macOS High Sierra 10.13.3 | macOS High Sierra 10.13.3 Update macOS High Sierra 10.13.3 Combo Update |
| 10.13.3 | 17D2047  | 23 января 2018   | 17.4.0                    | About the macOS High Sierra 10.13.3 Update About the security content of macOS High Sierra 10.13.3 | macOS High Sierra 10.13.3 Update macOS High Sierra 10.13.3 Combo Update |
| 10.13.3 | 17D102   | 19 февраля 2018  | 17.4.0                    | About the security content of macOS High Sierra 10.13.3 Supplemental Update                        | macOS High Sierra 10.13.3 Supplemental                                  |
| 10.13.3 | 17D2102  | 19 февраля 2018  | 17.4.0                    | About the security content of macOS High Sierra 10.13.3 Supplemental Update                        | macOS High Sierra 10.13.3 Supplemental                                  |
| 10.13.4 | 17E199   | 29 марта 2018    | 17.5.0                    | About the macOS High Sierra 10.13.4 Update About the security content of macOS High Sierra 10.13.4 | macOS High Sierra 10.13.4 Update macOS High Sierra 10.13.4 Combo Update |
| 10.13.4 | 17E202   | 24 апреля 2018   | 17.5.0                    | About the security content of Security Update 2018-001                                             | Security Update 2018-001 macOS High Sierra v10.13.4                     |
| 10.13.5 | 17F77    | 1 июня 2018      | 17.6.0                    | About the macOS High Sierra 10.13.5 Update About the security content of macOS High Sierra 10.13.5 | macOS High Sierra 10.13.5 Update macOS High Sierra 10.13.5 Combo Update |
| 10.13.6 | 17G65    | 9 июля 2018      | 17.7.0                    | About the macOS High Sierra 10.13.6 Update About the security content of macOS High Sierra 10.13.6 | macOS High Sierra 10.13.6 Update macOS High Sierra 10.13.6 Combo Update |
| 10.13.6 | 17G2208  | 24 июля 2018     | 17.7.0                    | About the macOS High Sierra 10.13.6 Update About the security content of macOS High Sierra 10.13.6 | macOS High Sierra 10.13.6 Supplemental Update for MacBook Pro (2018)    |
| 10.13.6 | 17G2307  | 28 августа 2018  | 17.7.0                    | About the macOS High Sierra 10.13.6 Update About the security content of macOS High Sierra 10.13.6 | macOS High Sierra 10.13.6 Supplemental Update 2 for MacBook Pro (2018)  |
| 10.13.6 | 17G3025  | 30 октября 2018  | 17.7.0                    | About the security content of Security Update 2018-002 High Sierra                                 | Security Update 2018-002 High Sierra                                    |
| 10.13.6 | 17G4015  | 5 декабря 2018   | 17.7.0                    | About the security content of Security Update 2018-003 High Sierra                                 | Security Update 2018-003 High Sierra                                    |
| 10.13.6 | 17G5019  | 22 января 2019   | 17.7.0 xnu-4570.71.22~1   | About the security content of Security Update 2019-001 High Sierra                                 | Security Update 2019-001 High Sierra                                    |
| 10.13.6 | 17G6029  | 25 марта 2019    | 17.7.0                    | About the security content of Security Update 2019-002 High Sierra                                 | Security Update 2019-002 High Sierra                                    |
| 10.13.6 | 17G6030  | 29 марта 2019    | 17.7.0 xnu-4570.71.35~1   | About the security content of Security Update 2019-002 High Sierra                                 | Security Update 2019-002 High Sierra                                    |
| 10.13.6 | 17G7024  | 13 мая 2019      | 17.7.0 xnu-4570.71.45~1   | About the security content of Security Update 2019-003 High Sierra                                 | Security Update 2019-003 High Sierra                                    |
| 10.13.6 | 17G8029  | 22 июля 2019     | 17.7.0                    | About the security content of Security Update 2019-004 High Sierra                                 | Security Update 2019-004 High Sierra                                    |
| 10.13.6 | 17G8030  | 29 июля 2019     | 17.7.0                    | About the security content of Security Update 2019-004 High Sierra                                 | Security Update 2019-004 High Sierra                                    |
| 10.13.6 | 17G8037  | 26 сентября 2019 | 17.7.0 xnu-4570.71.46~1   | About the security content of Security Update 2019-005 High Sierra                                 | Security Update 2019-005 High Sierra                                    |
| 10.13.6 | 17G9016  | 29 октября 2019  | 17.7.0 xnu-4570.71.57~1   | About the security content of Security Update 2019-006 High Sierra                                 | Security Update 2019-006 High Sierra                                    |
| 10.13.6 | 17G10021 | 10 декабря 2019  | 17.7.0 xnu-4570.71.63~1   | About the security content of Security Update 2019-007 High Sierra                                 | Security Update 2019-007 High Sierra                                    |
| 10.13.6 | 17G11023 | 28 января 2020   | 17.7.0 xnu-4570.71.69~1   | About the security content of Security Update 2020-001 High Sierra                                 | Security Update 2020-001 High Sierra                                    |
| 10.13.6 | 17G12034 | 24 марта 2020    | 17.7.0 xnu-4570.71.73~1   | About the security content of Security Update 2020-002 High Sierra                                 | Security Update 2020-002 High Sierra                                    |
| 10.13.6 | 17G13033 | 26 мая 2020      | 17.7.0 xnu-4570.71.80~1   | About the security content of Security Update 2020-003 High Sierra                                 | Security Update 2020-003 High Sierra                                    |
| 10.13.6 | 17G13035 | 1 июня 2020      | 17.7.0 xnu-4570.71.80.1~1 | About the security content of Security Update 2020-003 High Sierra                                 | Security Update 2020-003 High Sierra                                    |
| 10.13.6 | 17G14019 | 15 июля 2020     | 17.7.0 xnu-4570.71.82.5~1 | About the security content of Security Update 2020-004 High Sierra                                 | Security Update 2020-004 High Sierra                                    |
| 10.13.6 | 17G14033 | 24 сентября 2020 | 17.7.0 xnu-4570.71.82.6~1 | About the security content of Security Update 2020-005 High Sierra                                 | Security Update 2020-005 High Sierra                                    |
| 10.13.6 | 17G14042 | 12 ноября 2020   | 17.7.0 xnu-4570.71.82.8~1 | About the security content of Security Update 2020-006 High Sierra                                 | Security Update 2020-006 High Sierra                                    |